# Chignahuapan
Chignahuapan är en kommunhuvudort i Mexiko.   Den ligger i kommunen Chignahuapan och delstaten Puebla, i den sydöstra delen av landet, 120 km öster om huvudstaden Mexico City. Chignahuapan ligger 2 291 meter över havet och antalet invånare är 16 138.
Terrängen runt Chignahuapan är huvudsakligen kuperad, men den allra närmaste omgivningen är platt. Runt Chignahuapan är det ganska tätbefolkat, med 54 invånare per kvadratkilometer. Närmaste större samhälle är Zacatlán, 13,0 km nordost om Chignahuapan. I omgivningarna runt Chignahuapan växer i huvudsak blandskog.